# Sumbakakadua
Sumbakakadua (Cacatua citrinocristata) är en fågelart i familjen kakaduor inom ordningen papegojfåglar.

## Utbredning och systematik
Fågeln förekommer enbart på ön Sumba i Indonesien. Den kategoriserades tidigare som underart till gulkindad kakadua (Cacatua sulphurea), men urskiljs sedan 2022 som egen art av Birdlife International och IUCN, sedan 2023 även av International Ornithological Congress

## Status
Fågeln kategoriseras av IUCN som akut hotad.